# Valle San Giovanni
Valle San Giovanni est une ancienne commune italienne, maintenant une frazione de la ville de Teramo, dans la province éponyme, dans la région des Abruzzes dans le centre de l'Italie. 